# Strafrecht (Vatikanstadt)
Als Strafrecht bezeichnet man im Recht der Vatikanstadt die Gesamtheit der Normen, die die Voraussetzungen und das Verfahren regeln, nach denen über einen Menschen eine Strafe zu verhängen und zu vollziehen ist. Nach Art. 22 der Lateranverträge übernimmt der italienische Staat auf Antrag der Vatikanstadt die Strafverfolgung, das Strafverfahren und den Strafvollzug auf Kosten der Vatikanstadt.

## Rechtsquellen
Wichtigste Rechtsquelle des Strafrechts ist der codice Zanardelli von 1889, der in Italien selbst seit 1930 von den Faschisten durch den codice Rocco ersetzt wurde (siehe Strafrecht (Italien)). 
In der Vatikanstadt gilt er seit den Lateranverträgen von 1929 und hat seitdem einige Veränderungen, etwa im Bereich der Drogenkriminalität und des Schutzalters (vgl. unten), erfahren.

## Todesstrafe und lebenslange Freiheitsstrafe
Analog den Bestimmungen über die Ermordung des italienischen Königs stand ab Vertragsschluss der Lateranverträge die Todesstrafe auf die Ermordung des Papstes innerhalb des Vatikans. 
Sie wurde seit Bestehen des Staates der Vatikanstadt nie verhängt. Papst Paul VI. schaffte die Todesstrafe 1969 schließlich ab.
Papst Franziskus schaffte 2013 die lebenslange Freiheitsstrafe ab. Seitdem liegt die Höchststrafe bei 35 Jahren Freiheitsstrafe.

## Sexualstrafrecht
In der Vatikanstadt gibt es keine Strafgesetze gegen homosexuelle Handlungen, keine gesetzliche Regelung gegen Diskriminierung aufgrund der sexuellen Orientierung und keine rechtliche Anerkennung gleichgeschlechtlicher Lebenspartnerschaften oder gleichgeschlechtlicher Ehen. Dies ist auf die besondere Zusammensetzung der Bevölkerung der Vatikanstadt zurückzuführen, die sich von der gewachsenen Bevölkerung anderer Staaten unterscheidet und in der Mehrzahl aus erwachsenen, zölibatär lebenden Menschen besteht. 
Das Schutzalter in der Vatikanstadt liegt seit 2013 bei 18 Jahren (vorher 12 Jahre), für verheiratete Jugendliche gibt es Ausnahmen. Da die Vatikanstadt zugleich die gleichgeschlechtliche Ehe nicht anerkennt, ist sie der letzte ganz in Europa liegende Staat, der Homosexuelle durch spätere Erreichbarkeit der Sexualmündigkeit diskriminiert.